# Mézery-près-Donneloye

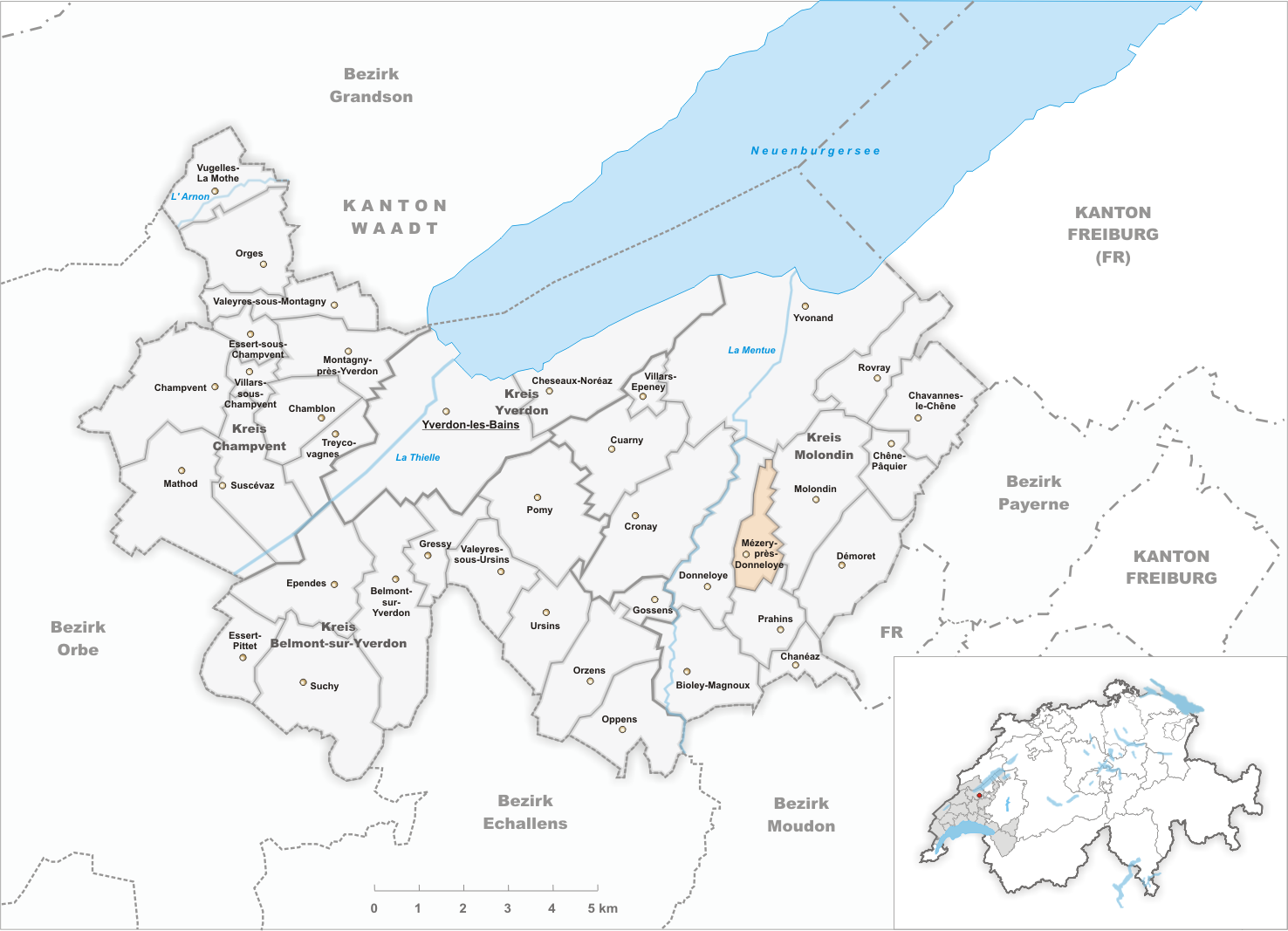
Gemeindestand vor der Fusion am 31. Dezember 2007

Mézery-près-Donneloye war eine politische Gemeinde im Distrikt Jura-Nord vaudois des Kantons Waadt in der Schweiz. Auf den 1. Januar 2008 erfolgte die Fusion von Mézery-près-Donneloye mit Donneloye und Gossens zur neuen Gemeinde Donneloye.

## Geographie
Mézery-près-Donneloye liegt auf 625 m ü. M., acht Kilometer ostsüdöstlich der Bezirkshauptstadt Yverdon-les-Bains (Luftlinie). Das Bauerndorf erstreckt sich auf der Höhe östlich des Tals der Mentue, im Molassehügelland des nördlichen Waadtländer Mittellandes.
Die Fläche des ehemals 1,9 km² grossen Gemeindegebiets umfasst einen Abschnitt des Hügellandes zwischen dem Neuenburgersee und dem Broyetal. Der Gemeindeboden erstreckte sich auf dem Hügelzug zwischen dem tiefen Tal der Mentue im Westen und der Talniederung des Baches Flonzel im Osten. Auf dem Saumont, einem Hügel an der Südgrenze des Gebietes, wird mit 680 m ü. M. der höchste Punkt von Mézery-près-Donneloye erreicht. Von der Gemeindefläche entfielen 1997 4 % auf Siedlungen, 10 % auf Wald und Gehölze und 86 % auf Landwirtschaft.
Nachbargemeinden von Mézery-près-Donneloye waren Donneloye, Molondin und Prahins.

## Bevölkerung
Mit 78 Einwohnern (Ende 2007) gehörte Mézery-près-Donneloye zu den kleinsten Gemeinden des Kantons Waadt. Von den Bewohnern sind 92,7 % französischsprachig und 7,3 % deutschsprachig (Stand 2000). Die Bevölkerungszahl von Mézery-près-Donneloye belief sich 1900 auf 111 Einwohner. Nachdem die Bevölkerung bis 1970 um mehr als zwei Drittel auf 36 Personen abgenommen hatte, wurde seither wieder eine deutliche Bevölkerungszunahme registriert.

## Wirtschaft
Mézery-près-Donneloye lebt noch heute hauptsächlich von der Landwirtschaft, insbesondere vom Ackerbau und vom Obstbau. Ausserhalb des primären Sektors gibt es keine weiteren Arbeitsplätze im Dorf.

## Verkehr
Die Ortschaft liegt abseits der grösseren Durchgangsstrassen, ist aber leicht von Donneloye zu erreichen. Durch einen Postautokurs, der von Yverdon nach Thierrens verkehrt, ist Mézery-près-Donneloye an das Netz des öffentlichen Verkehrs angeschlossen.

## Geschichte
Die erste urkundliche Erwähnung des Ortes erfolgte 1224 unter dem Namen Maiserie. In der Folgezeit erschienen auch die Schreibweisen Meysiriez, Maysiriez und Maysery. Der Ortsname geht auf den römischen Personennamen Masirius zurück.
Mézery-près-Donneloye bildete seit dem Mittelalter eine eigene kleine Herrschaft. Mit der Eroberung der Waadt durch Bern im Jahr 1536 gelangte das Dorf unter die Verwaltung der Vogtei Yverdon. Nach dem Franzoseneinfall im März 1798 und dem folgenden Zusammenbruch des Ancien Régime gehörte Mézery-près-Donneloye bis 1803 während der Helvetik zum Kanton Léman, der anschliessend mit der Inkraftsetzung der Mediationsverfassung im Kanton Waadt aufging. 1798 wurde es dem Bezirk Yverdon zugeteilt. Heute benutzt Mézery-près-Donneloye die administrative und kommerzielle Infrastruktur des Nachbardorfs Donneloye.